# Homo Faber
Homo faber. Resoconto (Homo faber. Ein Bericht) è un romanzo dello scrittore svizzero di lingua tedesca Max Frisch. Il libro fu pubblicato nell'ottobre 1957, e nel 1991 - anno della morte dell'autore - il regista Volker Schlöndorff ne trasse l'omonimo film. 
Il titolo del romanzo collega il personaggio principale, Walter Faber, al concetto antropologico di "homo faber", l'essere umano creativo. Il protagonista è Walter Faber, un ingegnere meccanico di successo con una visione razionale del mondo, prettamente tecnica, che va però sbriciolandosi nel corso del romanzo quando si confronta, nel giro di pochi mesi, con eventi imprevisti e fatidici che cambiano la sua esistenza, infrangendo le rimozioni sul proprio passato. Attraverso una catena di eventi improbabili, incontra uno dopo l'altro il suo defunto amico d'infanzia, il suo indimenticato amore d'infanzia e sua figlia, della cui esistenza non ha idea. Inconsapevolmente, Faber intraprende una relazione amorosa incestuosa con la giovane donna, che si conclude tragicamente. Solo alla fine si rende conto delle sue trasgressioni e dei suoi fallimenti; malato di morte, vuole dare una svolta alla sua vita. 

## Trama
Durante il volo dagli Stati Uniti all'America Centrale, Walter Faber fa la conoscenza di Herbert Hencke, il fratello del suo vecchio amico Joachim, che si è sposato con Hanna, l'amore giovanile di Faber. Un giorno, dopo un atterraggio di emergenza in Messico, Faber decide spontaneamente di associarsi a Herbert per aiutarlo a cercare suo fratello. Dopo aver vissuto quasi un'odissea per la giungla dell'America Centrale, lo trovano nella sua casa – impiccato. Mentre Herbert decide di rimanere sul luogo, Faber ritorna a New York da solo. A New York incontra con la sua ex-amante Ivy che vuole assolutamente sposarsi con lui. Lui, invece, non vuole e decide di andare in Europa in nave. Sulla nave, fa conoscenza di Elisabeth, una ragazza giovane e bella, che gli ricorda Hanna e con cui comincia una relazione amorosa. Arrivati in Francia si separano. Più tardi, però, si rivedono a Parigi. Insieme intraprendono un viaggio romantico attraverso la Francia del Sud, l'Italia e la Grecia. Un giorno, ad Avignone, Faber è così affascinato, emozionato e agitato da un'eclisse di luna da abbandonarsi ed avere un rapporto sessuale con Sabeth (così la chiama Faber) – senza sapere, però, che in realtà Sabeth è sua figlia. (Quando Hanna e Faber si erano separati, lei era incinta. Insieme avevano deciso che lei avrebbe abortito, ma poi Hanna aveva tenuto la bambina senza farlo sapere a Faber. Durante la conversazione con Sabeth, Faber avrebbe potuto dedurre che lei era la figlia di Hanna, ma pensava che fosse la figlia di Joachim.) Il fatto che Sabeth è la figlia di Faber viene rivelato dal narratore retrospettivo, mentre Faber è felice con Sabeth.
Tuttavia, quest'amore incestuoso finisce tragicamente: Sabeth viene morsa da un serpente su una spiaggia in Grecia e, volendo sfuggire da suo padre nudo che vuole aiutarla, cade a terra e si ferisce la testa. Un po' più tardi, muore in un ospedale ad Atene. Non muore però per il veleno del serpente, bensì per i postumi della frattura al cranio, quindi proprio per la paura provata, in stato confusionale, nei confronti del padre. Ad Atene, al capezzale della figlia morente, Faber incontra Hanna e apprende che Sabeth era sua figlia. Decide allora di licenziarsi per rimanere con Hanna e sposarla. Va a New York per disdire il suo appartamento, prima di andare a vedere Herbert in Guatemala. Interrompe il suo ultimo grande viaggio (va anche a Düsseldorf e Zurigo) per passare quattro giorni all'Avana, dove si gode la vita, si rilassa, ma riesce anche ad accettare la morte – anche la propria. Infatti, non solo rimpiange la morte di sua figlia, ma si rende anche conto che la sua stessa morte sta avvicinandosi. I suoi problemi con lo stomaco che si fanno notare sempre più spesso nel corso della storia risultano essere causati da un cancro. Questa è la diagnosi che fanno i medici ad Atene, dopo che Faber vi è ritornato e ha avuto un collasso. Mentre aspetta l'operazione, finisce il suo resoconto: le ultime parole del libro sono “08.05 ore. Arrivano.” L'esito dell'operazione rimane sconosciuto… (Secondo il regista del film “Homo Faber”, Volker Schlöndorff, l'interpretazione preferita da Max Frisch era la morte di Walter Faber).

## Tematica
Max Frisch affronta il tema del conflitto tra uomo e macchina, tra natura e tecnica. In questo contesto critica il personaggio “Homo Faber” che veniva considerato il modello del razionalismo negli anni ‘50. Altri temi sono la transitorietà della vita e l'accettazione della morte.

## Struttura del romanzo
Il romanzo è suddiviso in un antefatto e una storia principale.

### L'antefatto
L'antefatto del romanzo viene integrato nella storia principale e dà al lettore delle informazioni importanti su Hanna ed Elisabeth, mentre le informazioni su Faber restano scarse: si viene a sapere, per esempio, che Faber lavora per l'UNESCO come ingegnere meccanico e vive a New York dal 1946. Da un punto di vista cronologico, l'antefatto si estende dal 1933 al 1956.

### La storia principale
Il narratore alla prima persona, Walter Faber, racconta in retrospettiva gli avvenimenti strani e fatidici che succedono negli ultimi cinque mesi della sua vita.

## I piani temporali del testo
- Il passato più distante dal narratore (1933-1956), che viene raccontato in flashback soprattutto nella “prima tappa”.
- Il passato più recente del narratore: La “prima tappa” la scrive Faber, già malato, nella camera di un albergo a Caracas (date della narrazione: 21 giugno – 8 luglio) dove ricostruisce gli eventi accaduti dalla partenza ritardata dell'aereo a New York alla morte di Sabeth (1º aprile – 4 giugno).
- Il presente del narratore, mentre sta nella camera dell'albergo a Caracas, malato (20 giugno – 8 agosto).

Il resoconto di Faber è costruito in un modo cronologico, ma solo fino all'incidente di Sabeth. Prima di parlare di questo, l'autore anticipa il rincontro con Hanna all'ospedale dove Sabeth muore a causa delle ferite riportate in seguito all'incidente; poi, salta più volte avanti e indietro nel racconto, creando turbamento e aumentando la suspense.

## Carattere del protagonista
- Razionalista: “Non credo nel destino. Io come tecnico sono abituato a calcolare con le formule della probabilità. […] Non ho bisogno […] della mistica, è sufficiente la matematica.”
- Avversione contro la natura – glorificazione della tecnica
- Idea dispregiativa dell'uomo e della donna
- Incapacità di legarsi a una donna

L'“Homo Faber”: Faber, il cognome del protagonista, deriva dalla parola latina che stava per “artigiano” o – più moderno – “tecnico”. “Homo Faber” è il nome che gli dà Hanna; inoltre, è il prototipo del razionalista e il termine che si usa per qualificare il razionalista tipico. Frisch critica il punto di vista puramente tecnico sul mondo così come la discriminazione della donna.

## Il cambiamento del protagonista
Nel corso del romanzo, si può osservare un cambiamento di Faber. Questo cambiamento si fa notare soprattutto nel linguaggio che egli usa. All'inizio, Faber racconta in modo lineare, neutrale e fedele ai fatti. Ma nel corso del romanzo si nota che in realtà Faber è un uomo sensibile e riflessivo. Nel finale rievocando il gioco fatto con la figlia-amante, di descrivere ogni oggetto incontrato con una similitudine, il suo linguaggio si riempie di metafore e diviene poetico. Anche in principio, il racconto è solo apparentemente distaccato, spassionato. Di tanto in tanto Faber ammette che nel mondo possano esserci la bellezza nella natura o il destino, sebbene cerchi sempre di sopprimere subito tali pensieri per mezzo di argomenti razionali, provenienti dalla stocastica, per esempio. Ma, comunque, non riesce a scrivere un racconto completamente sobrio o obiettivo. Inoltre, per quanto riguarda il suo atteggiamento verso il matrimonio, si vede che è abbastanza contraddittorio: da un lato rifiuta di sposarsi con Ivy, dall'altro lato, verso la fine, desidera sposare Hanna.
Nel corso della trama, Faber riesce sempre meno a sopprimere i suoi sentimenti e a persistere nel suo ruolo di tecnico. Sono soprattutto le sue esperienze a Cuba che gli fanno percepire il mondo in un modo completamente diverso, scoprendone la bellezza e imparando a godersi la vita. Cambia anche il suo atteggiamento verso gli uomini: gli si avvicina un po' di più e comincia a trattarli con rispetto e affetto.
Alla fine, Faber si rende conto del fatto che la sua vista tecnica sul mondo non era nemmeno sufficiente per comprenderlo.

## Edizioni italiane
- Homo faber, traduzione di Aloisio Rendi, Collana I Narratori n.11, Milano, Feltrinelli, 1959.
- Homo faber, traduzione di Margherita Carbonaro, Collana I Narratori, Milano, Feltrinelli, 2017, ISBN 978-88-070-3223-3.